# Desborough
Desborough är en stad och civil parish i kommunen North Northamptonshire i England. Orten har 10 697 invånare (2011). Byn nämndes i Domedagsboken (Domesday Book) år 1086, och kallades då De(i)sburg/Dereburg.